# Martin Starr
Martin James Pflieger Schienle (Santa Monica, Kalifornia, 1982. július 30. –) művésznevén Martin Starr, amerikai színész és humorista.
Legismertebb alakítása Roger Harrington a Marvel-moziverzum filmjeiben. 2014–2019 között a Szilícium-völgy című sorozat főszereplője volt.

## Fiatalkora
Santa Monicában született. Édesanyja Jean St. James (született Pflieger). Német, brit és kelet-európai származású. Buddhista.

## Pályafutása
1999–2000 között, pályafutása elején a Különcök és stréberek című sorozatban szerepelt. 2007-ben a Felkoppintva című filmvígjátékban tűnt fel. Több Marvel-moziverzumos filmben alakította Roger Harringtont. 2009–2010 között, illetve 2023-ban a Partiszerviz színészmódra című sorozat szereplőgárdájának tagja volt.
2014-ben kapott főszerepet a Szilícium-völgy című vígjátéksorozatban, egészen 2019-ig, a sorozat befejezéséig alakítva Bertram Gilfoyle-t.

## Filmográfia

### Film
| Év   | Magyar cím                         | Eredeti cím                          | Szerep                 | Magyar hang            |
| ---- | ---------------------------------- | ------------------------------------ | ---------------------- | ---------------------- |
| 1992 | Mondvacsinált hős                  | Hero                                 | űrlény                 |                        |
| 1995 | Xtro 3. – Folytatódik a rettegés   | Xtro 3: Watch the Skies              | Biff Atkins            |                        |
| 2001 |                                    | Eyeball Eddie                        | Eddie Malick           |                        |
| 2002 | Az iskoláját!                      | Stealing Harvard                     | Likőrbolti pénztáros   | Tóth Barna             |
| 2002 | Mesterlövészek!                    | Cheats                               | Applebee               |                        |
| 2003 |                                    | Band Camp                            | Shane                  |                        |
| 2004 | Apámra ütök                        | Who's Your Daddy?                    | Scooter                |                        |
| 2004 |                                    | Fish Burglars                        | Marty                  |                        |
| 2005 |                                    | The Toast                            | Nem a vőlegény barátja |                        |
| 2005 | Papák a partvonalon                | Kicking & Screaming                  | Beantown ügyfél        |                        |
| 2006 |                                    | American Storage                     | Charlie                |                        |
| 2006 |                                    | A Midsummer Night's Rewrite          | John                   |                        |
| 2007 | Felkoppintva                       | Knocked Up                           | Martin                 | Breyer Zoltán          |
| 2007 | Superbad, avagy miért ciki a szex? | Superbad                             | James Masselin         |                        |
| 2007 | A lankadatlan – A Dewey Cox sztori | Walk Hard: The Dewey Cox Story       | Schmendrick            |                        |
| 2008 |                                    | Good Dick                            | Simon                  |                        |
| 2008 | A hihetetlen Hulk                  | The Incredible Hulk                  | Roger Harrington       |                        |
| 2009 |                                    | Big Breaks                           | Barista                |                        |
| 2009 | Kalandpark                         | Adventureland                        | Joel                   | Hevér Gábor            |
| 2009 |                                    | Oh Joy                               | legjobb barát          |                        |
| 2009 | Lódító hódító                      | The Invention of Lying               | pincér                 | Joó Gábor              |
| 2009 |                                    | The Last Lovecraft: Relic of Cthulhu | Clarence               |                        |
| 2009 |                                    | 1-900-Drinking-Buddy                 | Jock fiatalon          |                        |
| 2009 |                                    | Paper Heart                          | önmaga                 |                        |
| 2010 |                                    | Church & State                       | Jesus                  |                        |
| 2010 |                                    | Lovepocalypse                        | Ernie                  |                        |
| 2011 | Egy régi jó tivornya               | A Good Old Fashioned Orgy            | Doug Duquez            | Előd Álmos             |
| 2011 |                                    | 6 Month Rule                         | Alan                   |                        |
| 2011 |                                    | Fight For Your Right: Revisited      | rendőr                 |                        |
| 2012 | Kapuzárás                          | Save the Date                        | Andrew                 |                        |
| 2012 |                                    | Angel of Death                       | 3. áldozat             |                        |
| 2012 |                                    | Deep Dark Canyon                     | Lloyd Cavanaugh        |                        |
| 2013 | Itt a vége                         | This Is the End                      | önmaga                 |                        |
| 2013 |                                    | The Sidekick                         | Véres gyémánt          |                        |
| 2013 | Életmentő                          | The Lifeguard                        | Todd                   | Horváth-Töreki Gergely |
| 2013 |                                    | The Apocalypse                       | Kyle                   |                        |
| 2013 |                                    | Seasick Sailor                       | Könyvkötő              |                        |
| 2014 | Náci zombik 2.                     | Dead Snow 2: Red vs. Dead            | Daniel                 |                        |
| 2014 | Veronica Mars                      | Veronica Mars                        | Stu "Cobb" Cobbler     | Markovics Tamás        |
| 2014 |                                    | Leonard in Slow Motion               | Leonard                |                        |
| 2014 |                                    | Amira & Sam                          | Sam Seneca             |                        |
| 2014 | A szerelem markában                | Playing It Cool                      | Lyle                   | Horváth-Töreki Gergely |
| 2015 | Álmomban találkozunk               | I'll See You in My Dreams            | Lloyd                  | Előd Álmos             |
| 2015 |                                    | Intruders                            | Perry Cuttner          |                        |
| 2016 |                                    | Operator                             | Joe Larsen             |                        |
| 2017 |                                    | Lemon                                | Adam                   |                        |
| 2017 |                                    | Infinity Baby                        | Malcolm                |                        |
| 2017 |                                    | Grow House                           | Chris                  |                        |
| 2017 | Pókember: Hazatérés                | Spider-Man: Homecoming               | Roger Harrington       | Rajkai Zoltán          |
| 2018 |                                    | The Escape of Prisoner 614           | Jim Doyle              |                        |
| 2019 | Honey Boy                          | Honey Boy                            | Alec                   | Welker Gábor           |
| 2019 | Pókember: Idegenben                | Spider-Man: Far From Home            | Roger Harrington       | Rajkai Zoltán          |
| 2021 | Pókember: Nincs hazaút             | Spider-Man: No Way Home              | Roger Harrington       | Rajkai Zoltán          |
| 2022 | Szamaritánus                       | Samaritan                            | Arthur                 | Gáspár András          |
| 2023 | Van valami a pajtában              | There's Something in the Barn        | Bill Nordheim          | Dányi Krisztián        |
| 2023 |                                    | Lousy Carter                         | Kaminsky               |                        |

### Televízió
| Év        | Magyar cím                        | Eredeti cím                                 | Szerep                     | Megjegyzések                                          |
| --------- | --------------------------------- | ------------------------------------------- | -------------------------- | ----------------------------------------------------- |
| 1999–2000 | Különcök és stréberek             | Freaks and Geeks                            | Bill Haverchuck            | főszereplő                                            |
| 2000      |                                   | Normal, Ohio                                | Howie                      | 1 epizód                                              |
| 2001      | Ed                                | Ed                                          | Clark Salinger             | 1 epizód                                              |
| 2001      | Rejtélyek kalandorai              | Mysterious Ways                             | Dwayne Banbury             | 1 epizód                                              |
| 2001–2002 | Roswell                           | Roswell                                     | Monk Pyle                  | 3 epizód                                              |
| 2002      |                                   | Undeclared                                  | Theo                       | 1 epizód                                              |
| 2003      | Texas királyai                    | King of the Hill                            | Andrew / Tommy (hangja)    | 1 epizód                                              |
| 2005      | Jelenések                         | Revelations                                 | Rubio                      | - 5 epizód - magyar hangja: - Simonyi Balázs          |
| 2005      | Így jártam anyátokkal             | How I Met Your Mother                       | Kevin                      | 1 epizód (A párbaj)                                   |
| 2006      |                                   | Clark and Michael                           | Burger stand alkalmazottja | 1 epizód                                              |
| 2007      |                                   | Wainy Days                                  | munkás                     | 1 epizód                                              |
| 2009–2010 | Partiszerviz színészmódra         | Party Down                                  | Roman DeBeers              | - főszereplő - magyar hangja: - Előd Álmos            |
| 2010      | A liga                            | The League                                  | Stu "Box of Frogs" Pompeu  | 1 epizód                                              |
| 2010–2016 | Hawaii Five-0                     | Hawaii Five-0                               | Adam 'Toast' Charles       | 4 epizód                                              |
| 2011      | Négy szingli, egy eset            | Mad Love                                    | Clyde                      | 2 epizód                                              |
| 2011      | Balfékek                          | Community                                   | Cligoris professzor        | 1 epizód                                              |
| 2011      |                                   | Childrens Hospital                          | Roman DeBeers              | 1 epizód                                              |
| 2011–2013 |                                   | NTSF:SD:SUV::                               | Sam                        | 1 epizód                                              |
| 2012      | Városfejlesztési osztály          | Parks and Recreation                        | Kevin                      | 1 epizód                                              |
| 2012      | Új csaj                           | New Girl                                    | Dirk                       | 1 epizód                                              |
| 2012      |                                   | Christine                                   | Oz                         | 2 epizód                                              |
| 2013      |                                   | The Aquabats! Super Show!                   | Shred Center M.C.          | 1 epizód                                              |
| 2013      | Franklin és Bash                  | Franklin & Bash                             | Wendell                    | 1 epizód                                              |
| 2013      | Égető szerelem                    | Burning Love                                | Leo                        | - 11 epizód - magyar hangja: - Láng Balázs            |
| 2013–2018 | Tömény történelem                 | Drunk History                               | több szereplő              | 4 epizód                                              |
| 2014      | A Goldberg család                 | The Goldbergs                               | Andre                      | - 1 epizód - magyar hangja:[forrás?] - Potocsny Andor |
| 2014      |                                   | Newsreaders                                 | Philip Baker               | 1 epizód                                              |
| 2014–2019 | Szilícium-völgy                   | Silicon Valley                              | Bertram Gilfoyle           | - főszereplő - magyar hangja: - Gacsal Ádám           |
| 2015      |                                   | Married                                     | Judah                      | 1 epizód                                              |
| 2015      | Kirby Buckets kalandjai           | Kirby Buckets                               | Claude                     | 1 epizód                                              |
| 2015–2019 | Családom, darabokban              | Life in Pieces                              | Oscar                      | 5 epizód                                              |
| 2017      |                                   | Bill Nye Saves the World                    | Doug                       | 1 epizód                                              |
| 2017      | Future Man                        | Future Man                                  | Lyle Karofsky              | 1 epizód                                              |
| 2018      | Robotcsirke                       | Robot Chicken                               | több szereplő hangja       | 1 epizód                                              |
| 2019      | Trónok harca                      | Game of Thrones                             | Vasszülött katona          | 1 epizód                                              |
| 2020      |                                   | Tacoma FD                                   | Tothar                     | 2 epizód                                              |
| 2022      | Beavis és Butt-head               | Beavis and Butt-Head                        | férfi (hangja)             | 1 epizód                                              |
| 2022      | Guillermo del Toro: Rémségek tára | Guillermo del Toro's Cabinet of Curiosities | Keith                      | - 1 epizód - magyar hangja: - Makranczi Zalán         |
| 2022–     | Tulsa királya                     | Tulsa King                                  | Lawrence "Bohdi" Geigerman | - főszereplő - magyar hangja: - Gacsal Ádám           |
| 2023      | Hailey megoldja!                  | Hailey's On It!                             | Cody (hangja)              | 1 epizód                                              |
| 2023      |                                   | Vivant                                      | Sam                        |                                                       |